# Thomas Forch
Thomas Forch es un deportista de la RDA que compitió en bobsleigh en la modalidad cuádruple.
Ganó una medalla de bronce en el Campeonato Mundial de Bobsleigh de 1983 y dos medallas de plata en el Campeonato Europeo de Bobsleigh, en los años 1982 y 1984.

## Palmarés internacional
| Campeonato Mundial | Campeonato Mundial           | Campeonato Mundial | Campeonato Mundial |
| Año                | Lugar                        | Medalla            | Prueba             |
| ------------------ | ---------------------------- | ------------------ | ------------------ |
| 1983               | Lake Placid (Estados Unidos) | Medalla de bronce  | Cuádruple          |
| Campeonato Europeo |                              |                    |                    |
| Año                | Lugar                        | Medalla            | Prueba             |
| 1982               | Cortina d'Ampezzo (Italia)   | Medalla de plata   | Cuádruple          |
| 1984               | Igls (Austria)               | Medalla de plata   | Cuádruple          |